# Theridion maranum
Theridion maranum là một loài nhện trong họ Theridiidae.
Loài này thuộc chi Theridion. Theridion maranum được Herbert Walter Levi miêu tả năm 1963.